# Juan Pablo Vargas
Juan Pablo Vargas (* 6. Juni 1995 in Grecia) ist ein costa-ricanischer Fußballspieler.

## Karriere

### Verein
Er startete seine Karriere bei LD Alajuelense und lief hier ab der Saison 2013/14 auch für die erste Mannschaft auf. In seiner Zeit hier, kam er jedoch kaum zum Einsatz. Zur Saison 2016/18 wechselte er ablösefrei zum Jacó Rays FC, welche ihn direkt für den weiteren Verlauf der Spielzeit zum Belén FC verliehen. Nach dem Ende der Leihe wechselte er zum CS Herediano, womit er nun wieder bei einem größeren Klub unterkam. Nach wieder einer Saison folgte hiervon eine Leihe nach Kolumbien zu Deportes Tolima bis Ende 2019. Nach dem Ablauf dieser, verblieb er dann auch in Kolumbien, indem er diesmal an den Millonarios FC für das komplette Jahr 2020 verliehen wurde. Zum Jahresstart 2021 unterschrieb er hier auch einen festen Vertrag.

### Nationalmannschaft
Sein Debüt in der costa-ricanischen Nationalmannschaft hatte er am 15. Januar 2017 bei einem 3:0-Sieg über Belize während der Qualifikation für den Gold Cup 2017. Wo er auch in der Startelf stand und über die volle Spielzeit auf dem Feld verblieb. Nach weiteren Freundschaftsspielen wurde er dann auch in der Qualifikation für die Weltmeisterschaft 2022 eingesetzt.